# Зени (Ноджихеви)
Зени (груз. ზენი) — село в Грузии, на территории Хобского муниципалитета края (мхаре) Самегрело-Верхняя Сванетия.

## География
Село находится в западной части Грузии, к востоку от реки Хоби, вблизи юго-восточной окраины города Хоби, административного центра муниципалитета. Абсолютная высота — 14 метров над уровнем моря.

## Население
По результатам официальной переписи населения 2014 года, в Зени проживало 63 человека (29 мужчин и 34 женщин). В национальной структуре населения грузины составляли 100 %.
| Год  | Население, человек |
| ---- | ------------------ |
| 2002 | 240                |
| 2014 | ↘ 63               |